# Regio Aachen Laufcup
Der Regio Aachen Laufcup (RAC) ist eine seit 2023 stattfindende Laufcupserie in der Städteregion Aachen, in den Kreisen Düren und Heinsberg sowie in Ostbelgien.
2023 startete auf Initiative von Markus Ganser, Claus Uellendall und Heike Herma der Regio Aachen Laufcup (RAC) als Anknüpfung an den Rur-Eifel-Volkslauf Cup. 2023 wurden 23 Cup-Veranstaltungen über das gesamte Jahr angeboten. 2024 gehören 28 Cup-Veranstaltungen zum RAC.

## Reglement

### Allgemeines
Jede(r) Läufer(in) kann am Regio Aachen Cup (RAC) teilnehmen.

Eine Wertung erfolgt nach 5 absolvierten Läufen bei 5 verschiedenen Cup-Veranstaltungen.
Es gibt folgende Wertungsklassen:
- Gesamtwertung M/W
- Altersklassen M/W ab U20
- Jugendliche M/W unter 18 Jahre
- Teams

### Gesamtwertung
Für die Gesamteinzelwertungen werden nach Platzierung folgende Punkte vergeben: 1. 50 Punkte, 2. 48 Punkte, 3. 46 Punkte, 4. 45. Punkte, 5. 44 Punkte, 6. 43 Punkte, 7/42, 8/41, …, 44/5, 45/4, 46/3, 47/2, 48/1, 49/1, 50/1.
 Maßgeblich dafür ist die Ergebnisliste nach Geschlechtern getrennt.

### Altersklassen-Wertung
Für die jeweiligen Altersklassen werden nach Platzierung folgende Punkte vergeben: 1. 30 Punkte, 2. 28 Punkte, 3. 26 Punkte, 4. 25. Punkte, 5. 24 Punkte, 6. 23 Punkte, 7/22, 8/21, 9/20, 10/19, 11/18, 12/17, 13/16, 14/15, 15/14, 16/13, 17/12, 18/11, 19/10, 20/9, 21/8, 22/7, 23/6, 24/5, 25/4, 26/3, 27/2, 28/1, 29/1, 30/1.
 Maßgeblich dafür ist auch hier die Ergebnisliste, in diesem Fall für die einzelnen Altersklassen.

### Jugendwertung
Jugendliche unter 18 Jahren erhalten bei jeder Veranstaltung nach erfolgreicher Zielankunft einen Punkt. Pro Veranstaltung wird nur ein Ergebnis berücksichtigt. Die erreichten Punkte werden addiert und ab 5 Punkten/Läufen kommt ihr in die jeweilige Jugendwertung.

Bambini-Läufe unter 6 Jahren zählen nicht zur Jugendwertung im RAC.

### Teamwertung
Jedes Teammitglied kann pro Veranstaltung bei erfolgreicher Zielankunft einen Punkt erzielen. Die Punkte werden für das gesamte Team aufaddiert und am Jahresende siegt die Mannschaft mit den meisten Punkten. Um in die Teamwertung zu kommen, müssen mindestens 3 Teammitglieder 5-mal oder öfter bei Cup-Läufen finishen.

## Wertungsläufe 2024
Diese Liste zeigt alle für 2024 geplanten Wertungsläufe.
| Cuplauf | Termin     | Verein                                | Veranstaltung                                                | Strecken                      |
| ------- | ---------- | ------------------------------------- | ------------------------------------------------------------ | ----------------------------- |
| 1.      | 03.03.     | TV Konzen                             | 10. Belgenbach-Trail-Eifel extrem                            | 5,0 km, 9,5 km, ca. 18 km     |
| 2.      | 17.03.     | LSG Eschweiler                        | 51. Internationale Eschweiler Volkslauf                      | 4 km, 10 km, HM               |
| 3.      | 30.03.     | LAC Eupen                             | 44. Internationaler Eupener Osterlauf                        | 6 km, 15 km                   |
| 4.      | 20.04.     | Rahn Endurance Sports                 | 1. Rureifel-Trail in Obermaubach                             | 13 km, 22 km, 50 km           |
| 5.      | 27.04.     | SC Bütgenbach Stauseelauf             | 44. Halbmarathon rund um den See von Bütgenbach              | 4,9 km, 11,6 km, HM           |
| 6.      | 05.05.     | Hansa Simmerath                       | 3. Kraremannslauf in Simmerath                               | 4 km, 10 km                   |
| 7.      | 09.05.     | LG Stolberg                           | 9. Volkslauf „Breinig läuft“                                 | 5 km, 10 km                   |
| 8.      | 18.05.     | SV Kalterherberg                      | 7. Pfingstlauf in Kalterherberg                              | 5,5 km, 10 km                 |
| 9.      | 25.05.     | TV Mützenich                          | 42. Vennlauf                                                 | 4,3 km, 10 km, HM             |
| 10.     | 31.05.     | SV Bergwacht Rohren                   | 46. Rohrener Volkslauf                                       | 4,2 km, 10 km                 |
| 11.     | 01.06.     | TV Konzen                             | 44. Mittsommernachtslauf                                     | 6 km; 10 km                   |
| 12.     | 02.06.     | Alemannia Aachen                      | Aachener Stadtparklauf                                       | 2 km, 4 km, 8 km              |
| 13.     | 09.06.     | FC Inde Hahn                          | 20. Hahner Kitzenhauslauf                                    | 4,2 km; 10 km                 |
| 14.     | 12.06.     | FC Germania Vossenack                 | 37. Bosselbachlauf                                           | 5,7 km; 9,7 km                |
| 15.     | 30.06.     | SC Komet Steckenborn                  | Enorm in Form in Steckenborn                                 | 4,7 km; 10 km                 |
| 16.     | 06.07.     | SV Germania Eicherscheid              | 45. Heckenlauf                                               | 5 km, 10 km, HM               |
| 17.     | 21.07.     | SC Bütgenbach                         | Runde vom See                                                | 4 km, 10,5 km                 |
| 18.     | 03.08.     | SV Germania Dürwiß                    | 39. Int. Volks- und Straßenlauf „Die 10 km von Dürwiß“       | 10 km                         |
| 19.     | 10./11.08. | TV Konzen                             | 46. Monschau-Marathon                                        | 10 km, Marathon, 56 km, 70 km |
| 20.     | 24.08.     | TV Huchem-Stammeln                    | XX. Monte-Sophia-Lauf und 63. Heinrich-Antons-Gedächtnislauf | 5,3 km; 10 km; 28,1 km        |
| 21.     | 01.09.     | TuS Schmidt                           | 12. Lauf mal wieder mit in Schmidt                           | 4 km, 10,8 km                 |
| 22.     | 21.09.     | LAC Eupen                             | 49. Eupener Talsperrenlauf                                   | 14,6 km                       |
| 23.     | 29.09.     | MC Eschweiler                         | 1. Eschweiler Citylauf                                       |                               |
| 24.     | 12.10.     | SC Komet Steckenborn                  | Lichterlauf in Steckenborn                                   | 10 km                         |
| 25.     | 13.10.     | DJK Gillrath                          | 43. Geilenkirchener Volkslauf und 31. Halbmarathon           | 4 km, 10 km, HM               |
| 26.     | 26.10.     | DJK JS Herzogenrath                   | 54. Int. Volkslauf und 44. Int. Halbmarathon                 | 5 km, 10 km, HM               |
| 27.     | 16.11.     | Polizei Turn- und Sportverein Linnich | 30. Rurbrückenlauf in Linnich                                | 4,2 km, 11,5 km               |
| 28.     | 31.12.     | DLC Aachen                            | 47. Aachener Silvesterlauf                                   | 4,8 km, 9,6 km                |